# Hartlaubs widavink
De Hartlaubs widavink (Euplectes hartlaubi) is een zangvogel uit de familie Ploceidae (Wevers).

## Verspreiding en leefgebied
Deze soort komt voor in centraal Afrika en telt 2 ondersoorten:
- Euplectes hartlaubi humeralis: van Nigeria en Kameroen tot Oeganda en westelijk Kenia.
- Euplectes hartlaubi hartlaubi: Angola, zuidelijk Congo-Kinshasa, noordelijk Zambia en westelijk Tanzania.